# Lezo (Aklan)
Lezo ist eine philippinische Stadtgemeinde in der Provinz Aklan. Sie hat 15.224 Einwohner (Zensus 1. August 2015).

## Baranggays
Lezo ist politisch unterteilt in zwölf Baranggays.
- Agcawilan
- Bagto
- Bugasongan
- Carugdog
- Cogon
- Ibao
- Mina
- Poblacion
- Santa Cruz
- Santa Cruz Bigaa
- Silakat-Nonok
- Tayhawan